# Michael Regan
Michael Stanley Regan é um regulador ambiental americano que serviu como Administrador da Agência de Proteção Ambiental dos Estados Unidos (a EPA, na sigla em inglês) no governo Joe Biden. Antes disso, serviu como secretário do Departamento de Qualidade Ambiental da Carolina do Norte. Ele é um ex-especialista na qualidade do ar da EPA. A 17 de dezembro de 2020, foi relatado que o presidente eleito Joe Biden selecionou Regan para servir como administrador da Agência de Proteção Ambiental em seu governo, assumindo este cargo em 10 de março de 2021, após sabatina e votação no Senado.

## Educação e Juventude
Regan nasceu em Goldsboro, na Carolina do Norte. Ele frequentou a Universidade Agrícola e Técnica do Estado da Carolina do Norte, onde formou-se em Ciências da Terra e do meio ambiente. Ele então frequentou a Universidade George Washington em Washington, DC, onde recebeu o título de Mestre em Administração Pública.

## Carreira
Regan começou a sua carreira como regulador ambiental da Agência de Proteção Ambiental durante a administração Clinton e a administração Bush de 1998 a 2008. Ele então ingressou no Fundo de Defesa Ambiental (EDF), onde tornou-se vice-presidente associado de energia limpa e diretor regional do Sudeste. Ele permaneceu no EDF por mais de oito anos.

### Departamento de Qualidade Ambiental da Carolina do Norte
Em 2017, o governador da Carolina do Norte, Roy Cooper, escolheu Regan para servir como secretário do Departamento de Qualidade Ambiental da Carolina do Norte. Durante seu mandato, ele lançou o Conselho de Justiça e Equidade Ambiental do estado com uma carta para aconselhar o secretário sobre a melhor forma de promover a justiça ambiental e promover o envolvimento da comunidade, especialmente em comunidades historicamente carentes e marginalizadas. Ele também trabalhou para desenvolver o Plano de Energia Limpa do estado, que visa reduzir as emissões de gases de efeito estufa do setor privado até 2030, e finalmente, avançar para a neutralidade de carbono até 2050. O plano também descreve recomendações e metas para acelerar as inovações em tecnologias de energia limpa, enquanto cria oportunidades para comunidades rurais e urbanas em toda a Carolina do Norte. Além disso, Regan supervisionou o conselho interinstitucional de mudança climática do estado, que tem trabalhado para fazer avançar a promessa do governador Cooper de alcançar a neutralidade de carbono até 2020.
Em janeiro de 2020, Regan assinou um acordo com a Duke Energy para a maior limpeza de contaminação por cinzas de carvão da história dos Estados Unidos. A empresa  comprometeu-se a escavar 80 milhões de toneladas de cinzas em sete dos nove depósitos de cinzas de carvão. Em 2018, ele aprovou licenças para oOleoduto da Costa Atlântica , embora o projeto tenha sido posteriormente cancelado.

### Administrador da Agência de Proteção Ambiental
A 17 de dezembro de 2020, membros da equipe de transição do presidente eleito Joe Biden disseram à imprensa que o presidente eleito indicaria Regan para servir como o próximo administrador da Agência de Proteção Ambiental dos Estados Unidos. Se confirmado, Regan tornar-se-ia o primeiro homem negro a dirigir a agência e seria responsável por ajudar a avançar o compromisso do governo Biden de combater as mudanças climáticas, promover inovações em energia verde e abordar os efeitos do racismo ambiental.

## Vida pessoal
Regan mora em Raleigh, Carolina do Norte com sua esposa, Melvina, e com o filho.